# Burke (Virgínia)
Burke és una concentració de població designada pel cens dels Estats Units a l'estat de Virgínia. Segons el cens del July 2007 tenia 59.468 habitants.

## Demografia
Segons el cens del 2000, Burke tenia 57.737 habitants, 19.215 habitatges, i 15.756 famílies. La densitat de població era de 1.933,4 habitants per km².
Dels 19.215 habitatges en un 44% hi vivien nens de menys de 18 anys, en un 70,6% hi vivien parelles casades, en un 8,7% dones solteres, i en un 18% no eren unitats familiars. En el 13,4% dels habitatges hi vivien persones soles el 2,9% de les quals corresponia a persones de 65 anys o més que vivien soles. El nombre mitjà de persones vivint en cada habitatge era de 2,99 i el nombre mitjà de persones que vivien en cada família era de 3,3.
Per edats la població es repartia de la següent manera: un 27,9% tenia menys de 18 anys, un 7,3% entre 18 i 24, un 28,6% entre 25 i 44, un 30,6% de 45 a 60 i un 5,5% 65 anys o més.
L'edat mediana era de 38 anys. Per cada 100 dones de 18 o més anys hi havia 91,1 homes.
La renda mediana per habitatge era de 93.561$ i la renda mediana per família de 99.487$. Els homes tenien una renda mediana de 66.149$ mentre que les dones 41.933$. La renda per capita de la població era de 34.936$. Entorn de l'1,5% de les famílies i el 2,3% de la població estaven per davall del llindar de pobresa.

## Poblacions més properes
El següent diagrama mostra les poblacions més properes.